# Биру
Биру (тиб. འབྲི་རུ་རྫོང་, Вайли:  'bri ru rdzong, кит. упр. 比如县, пиньинь Bǐrú xiàn) — уезд в городском округе Нагчу, Тибетский автономный район, КНР. Название уезда в переводе с тибетского означает «самка яка».

## История
Уезд был образован в 1959 году.

## Население
| Народность | Численность | Процентов |
| ---------- | ----------- | --------- |
| Тибетцы    | 44,867      | 99.21 %   |
| Китайцы    | 313         | 0.69 %    |
| Бай        | 11          | 0.02 %    |
| Уйгуры     | 9           | 0.02 %    |
| Прочие     | 22          | 0.05 %    |

## Административное деление
Уезд делится на 2 посёлка и 8 волостей:
- Посёлок Биру (比如镇)
- Посёлок Шагчу (夏曲镇)
- Волость Ланчу (良曲乡)
- Волость Цачу (茶曲乡)
- Волость Шамчу (香曲乡)
- Волость Ямчу (羊曲乡)
- Волость Чагзе (恰则乡)
- Волость Датанг (达塘乡)
- Волость Зала (扎拉乡)
- Волость Пайнгар (白嘎乡)